# Все оттенки голубого
«Все оттенки голубого» (яп. 限りなく透明に近いブルー кагиринаку то:мэй-ни тикай буру:) — роман японского писателя Рю Мураками, написанный в 1976 году.

## Сюжет
Глазами главного героя Рю рассказывается о достаточно небольшой группе юных друзей в середине 1970-х годов. Они живут в японском городке с расположенной рядом с ним американской авиабазой, их жизнь вращается вокруг секса, наркотиков и рок-н-ролла.
Композиция романа составляет из себя почти бессюжетные истории из ежедневных монотонных галлюцинаций, вызываемых наркотиками, порочного круга из насилия, передозировок, суицидов и группового секса.

## Персонажи
- Рю (リュウ) — рассказчик, 19-летний бисексуальный наркоман.
- Лилли (リリー) — проститутка, подруга Рю и его сексуальный партнёр.
- Рэйко (レイコ) — подруга Рю из префектуры Окинава и девушка Окинавы.
- Окинава (オキナワ) — друг Рю из префектуры Окинава и парень Рэйко.
- Ёсияма (ヨシヤマ) — безработный наркоман, друг Рю  и парень Кэй.
- Кэй (ケイ) — подруга Рю и девушка Ёсиямы.
- Кадзуо (カズオ) — друг Рю.
- Моко (モコ) — наркоманка и подруга Рю.
- Джексон (ジャックソン) — афроамериканец с местной авиабазы, организовавший групповой секс между своими сослуживцами и компанией Рю.